# 一雲斎針阿弥
一雲斎 針阿弥（いちうんさい しんあみ、生年不詳 - 1582年6月21日（天正10年6月2日））は、戦国時代の人物。織田信長の同朋衆。

## 経歴
織田信長の元で副状の発給や（楠木長諳への書状に記録あり）、使者として派遣されたり奉行衆と似た役割を務めていた。天正6年（1578年）に信長は針阿弥を使者として近衛前久に鶴を送った記録がある。天正7年（1579年）頃は主として法隆寺を担当。その他いくつかの寺社との接触が見られる。天正10年（1582年）に発生した本能寺の変で討死した。

## 記録
- 天正7年（1579年）- 法隆寺東寺諸進へ上洛見舞を謝す。詳細を針阿弥に伝達させる[2]。
- 同年9月20日 - 針阿弥の仲介で岡屋若狭守を仕官させる[3]。
- 同年12月18日 - 信長が一雲斎を紀伊国高野山へ派遣[4]。